# 秋葉電子
秋葉電子（あきばでんし）は、長野県松本市に本社を置く、有限会社メディア・イメージ・オフィスが運営するパソコンなどのOA機器を販売するネット通販サイト。

## 沿革
長らくのYahoo、楽天およびAmazonへの出店を経て、販売体勢を自社サイト「秋葉電子」に一本化するに至る。

## 概要
一般店舗では入手困難な受発注品 注文生産品などを含めた、幅広い商品群を提供する有数の業販専門店である。
取り扱い商品数は200万点以上と日本最大級の規模を誇る。
正規商流ルートをとり、正規卸し商品として再販可能であるため、特に業者に定評がある。また、個人向けにも販売している。
サイト運営者は、「メディア・イメージ・オフィス」(Media image office,inc.)であり、教育、プログラミング、デザインなどの他部門がある。